# Chris Fedak
Chris Fedak je americký televizní producent a scenárista.
Jeho prvním a zároveň jediným televizním počinem je Chuck, kde působil jako vedoucí producent. K tomuto seriálu také napsal několik epizod spolu s Joshem Schwartzem.